# Katarina Rodopoulos
Katarina Rodopoulos, född 14 februari 1981, är en svensk skådespelare och mimare utbildad i mimskådespelarprogrammet på Teaterhögskolan i Stockholm (STDH) 2007-2010.
Rodopoulos har medverkat i ett antal teaterproduktioner sedan 2007. Bland de mest uppmärksammade är 6 mimare 6 levande hästar av Lars Rudolfsson på Orionteatern samt Four Nights Of Dream på Vadstena-akademien. Hon har även arbetat med Reich+Szyber, på Byteatern och ingår sedan 2021 i scenkonstgruppen Temporarity production.

## Teater
| År   | Roll | Produktion                 | Regi                           | Teater                     |
| ---- | ---- | -------------------------- | ------------------------------ | -------------------------- |
| 2008 |      | Four Nights Of Dream       | Nils Spangenberg               | Vadstena-Akademien         |
| 2010 |      | Eaten by men               | Bogdan Szyber Carina Reich     | Reich+Szyber               |
| 2010 |      | 6 mimare, 6 levande hästar | Lars Rudolfsson                | Orionteatern               |
| 2011 |      | Den som vandrar om natten  | Joakim Engstrand               | Byteatern                  |
| 201  |      | Ragnarök                   | Ulf Evrén                      | Teater Barbara             |
| 2012 |      | Bokstavligt                | Micaela Gustafsson             | Pantomimteatern            |
| 2013 |      | Det gyllene snittet        | Anna Svensson Kundromichalis   | Pantomimteatern            |
| 2017 |      | Vilket kalas!              | Janne Puustinen                | Uusi Teatteri              |
| 2017 |      | Veeras kontor              | Egen regi                      | Uusi Teatteri              |
| 2019 |      | Hej Hyper!                 | Lisen Rosell                   | Teater De Vill             |
| 2019 |      | Nucirkus under bron!       | Katarina Werner                | Barnens Underjordiska Scen |
| 2022 |      | Jag var här!               | Anna Mannerheim Annikki Wahlöö | Temporarity production     |
| 2023 |      | De oskrivna berättelserna  | Anna Mannerheim Annikki Wahlöö | Temporarity production     |